# NGC 6602
NGC 6602 ist eine Balken-Spiralgalaxie vom Hubble-Typ SB? im Sternbild Herkules am Nordsternhimmel. Sie ist schätzungsweise 146 Millionen Lichtjahre von der Milchstraße entfernt.
Das Objekt wurde am 1. Juli 1886 von Guillaume Bigourdan entdeckt.